# Gustav Wilhelm Wolff
Gustav Wilhelm Wolff, född 14 november 1834, död 17 april 1913, var en brittisk skeppsbyggare och politiker som tillsammans med köpmannen Edward Harland grundade det framgångsrika skeppsvarvet Harland and Wolff 1861.